# Tzontealja
Tzontealja es una localidad del estado mexicano de Chiapas. Es parte del municipio de Oxchuc.

## Demografía
| Gráfica de evolución demográfica |
|                                  |

| Censo | Población |
| ----- | --------- |
| 1960  | 715       |
| 1970  | 639       |
| 1980  | 1 341     |
| 1990  | 336       |
| 2000  | 815       |
| 2010  | 315       |
| 2020  | 1 095     |